# Die letzten Millionen
Die letzten Millionen ist eine deutsche Filmkomödie von Udo Witte aus dem Jahr 2014. In den Hauptrollen agieren Michael Gwisdek, Anna Loos, Ursula Karusseit, Jutta Wachowiak, Dieter Mann, Ulrich Pleitgen, Joachim Bliese, Marie Gruber sowie in tragenden Rollen Judy Winter, Dagmar Leesch, Stephan Grossmann und Ramona Kunze-Libnow.
Die ARD sprach von einer „herrlich frechen Komödie“.

## Handlung
Carmen arbeitet in der Seniorenresidenz „Vileta“. Dort hat sie auch mit Conrad Fellinger zu tun, den sie als Casanova und geborenen Einzelkämpfer beschreibt. Für ihn sei jeder neue Tag voller Abenteuer und Versprechungen. Weitere Bewohner sind Otto und Jakob, ein homosexuelles Paar, das sich auch im Alter noch sehr viel bedeutet. Weiter gehört das Ehepaar Günter und Karin zu den Bewohnern sowie Rosie, deren Mann bereits tot ist. So sehr man sich auch bemühe, das Leben finde auf einmal ohne die Alten statt, ist die Meinung von Karin.
Conrad, Otto und Jakob, Günter und Karin sowie Rosie spielen gemeinsam Lotto. Auch an diesem Samstag sitzen sie wieder vor dem Fernsehapparat um die Ziehung der Zahlen zu verfolgen. Fassungslos sehen sie, wie eine nach der anderen ihrer Zahlen fällt. Sie knacken den Lotto-Jackpot und gewinnen zusammen 30 Millionen Euro.
Conrad träumt davon, sich endlich wieder einmal sexuell auslassen zu können. Als er dann mit Tatjana zusammen ist, versagt er jedoch. Otto und Jakob hingegen erfüllen sich den Traum von einer eigenen Segeljacht. Rosie bekommt Besuch von ihrem Sohn Alfi und dessen Frau Gesa. Offensichtlich haben beide Angst, dass man der alten Dame im Seniorenheim das Geld aus der Tasche ziehen könnte, das vor allem Gesa um jeden Preis selbst haben möchte. Karin möchte sich nun endlich den Traum erfüllen, ein wenig von der Welt zu sehen und zu verreisen. Ihre Vorschläge scheitern jedoch an der Ignoranz ihres Ehemannes Günter, der meint, man habe hier im Heim doch alles, was man brauche. So entschließt Karin sich, allein zu verreisen. In ihrem hochpreisigen Hotel in Südafrika lernt sie die etwa gleichaltrige Annegret kennen, die sich mit jungen Männern umgibt, deren Zeit sie sich teuer erkaufen muss. Die beiden Frauen harmonieren miteinander und tun sich zusammen. Annegret meint, Karin und sie seien Leute, die geliebt werden wollten.
Alfi und Gesa sind auf Häusersuche und präsentieren Rosie eine eindrucksvolle Villa mit fast 1000 m² Wohnfläche und großem Parkgrundstück und führen sie dann zu einem Gartenhaus, das man seniorengerecht umgestalten könne, wie Gesa meint, da hätte Rosie doch dann ihr eigenes kleines Reich, in dessen Obergeschoss auch noch Platz für eine Pflegerin sei.
Conrad hingegen wirft sein Geld mit vollen Händen zum Fenster hinaus und bringt sogar Günter dazu, der sich ohne seine Frau einsam fühlt, mit ihm an seinen Ausschweifungen teilzunehmen. Als er am Morgen vor den Augen Günters zusammenbricht, wird er ins Krankenhaus eingeliefert, wo sich herausstellt, dass er zu viel potenzsteigernde Mittel geschluckt hat. Da Conrad nach einer Inge Leiphold gefragt hatte, wird diese benachrichtigt und erzählt Carmen, dass sie früher einmal mit Conrad zusammen gewesen sei, anfangs allerdings nur, um ihre Eltern zu ärgern. Inge erzählt ihm, dass er eine Tochter namens Ella habe. Als es Conrad wieder besser geht, besucht er diese an ihrem Arbeitsplatz und versucht ihr zu vermitteln, dass er sie vermisst habe, obwohl er bisher gar nicht gewusst habe, dass es sie gebe. Als Ella sich entschließt, ihn im Seniorenheim zu besuchen, kommt sie zu spät. Er ist in der Nacht gestorben. Hinterlassen hat er ihr einen Brief und einen Scheck über 7.000.000 Euro.
Otto und Jakob scheinen den Geldsegen wirklich zu genießen. Als Jakob dann jedoch über Bord fällt und untergeht, obwohl er eigentlich schwimmen kann, spricht Otto mit Carmen über seinen Freund und meint, er habe das wundervolle Talent, glücklich zu sein. Beide wissen jedoch, dass Jakob an schleichender Demenz leidet.
Rosie wird von ihrer Schwiegertochter weiter als Last empfunden und bleibt in ihrem Gartenhaus genauso abgeschoben, wie sie es von Alfi und Gesa aus der Seniorenresidenz kennt. Obwohl sie alles finanziert hat, will Gesa sie möglichst nicht in der Villa haben. Alfi erweist sich als seiner Frau nicht gewachsen und tanzt nach ihrer Pfeife. Als Rosie dann auch noch mitbekommt, dass Sohn und Schwiegertochter ein großes Fest geben, sie aber nicht erwünscht ist, setzt ihr das so zu, dass sie immer schmaler wird. Agnieszka, ihre polnische resolute Pflegerin, ist besorgt. Gesa gibt jedoch nicht eher Ruhe, bis Rosie ihrem Sohn das gesamte gewonnene Geld übereignet hat.
Als eines Nachts ein Gewitter tobt und Rosies kleiner Hund, ihr Ein und Alles, verschwunden ist, schwört Rosie sich, als sie das treue Tier wieder in die Arme schließen kann, dass es so nicht weitergehen könne. Sie kehrt zurück in die Seniorenresidenz, aber nur vorübergehend. Zusammen mit Agnieszka begibt sie sich sodann zur Villa und macht reinen Tisch. Sie fordert sowohl das Anwesen als auch ihr Geld zurück und verlangt von ihrem Sohn und dessen Frau, dass sie umgehend ausziehen müssten. Sodann zieht sie dort mit allen Lottogewinnern sowie Agnieszka ein und bietet auch Carmen und der Pflegerin Ursula an, sich dort um die Bewohner zu kümmern. Eine Überraschung hält die Villa aber noch im Souterrain für die neuen Bewohner bereit – ein großes Schwimmbecken. Und zu guter Letzt hat Günter sich dazu durchgerungen, den Wunsch Conrads zu erfüllen, dessen Asche in Brasilien an der Copacabana zu verstreuen. So kommt auch Karin noch zu einer weiteren Auslandsreise.

## Produktion

### Produktionsnotizen
Die letzten Millionen wurde vom 22. Oktober bis zum 25. November 2013 in Berlin, Potsdam und in Südafrika bei Kapstadt gedreht. Produziert wurde der Film von der UFA Fiction. Das Drehbuch fußt auf einer Idee des Regisseurs Udo Witte und seines Sohnes Viktor Witte.
Einführend zum Film heißt es: „Wie unterschiedlich unsere Leben auch verlaufen – eins steht schon jetzt fest: Alt werden wir alle. Plötzlich brauchen wir eine Brille, um den Beipackzettel zu lesen. Es wird zunehmend mühsamer, unsere Schuhe zuzubinden, und auf der Treppe geht uns immer öfter die Luft aus. Natürlich ergeben wir uns nicht kampflos, aber die Welt scheint sich immer schneller zu drehen. Aber solange wir noch nicht mit den Füßen voran das Haus verlassen haben, strampeln und streiten wir darum unser Leben zu leben – so gut wir es eben können.“

### Soundtrack
- Great Balls of Fire – Jerry Lee Lewis
- Only the Lonely (Know the Way I Feel) – Roy Orbison
- One Day we’ll Be Old/Reckoning Song – Asaf Avidan
- Bird Dog – The Everly Brothers
- Who’s Sorry Now – Connie Francis
- Poor Little Fool – Ricky Nelson
- Spirit in the Sky – Doctor & the Medics
- Table Mountain-Miriam – Makeba
- Love makes the world go round – Perry Como

### Veröffentlichung
Der Degeto Film wurde im Programm der ARD Das Erste am 3. Oktober 2014 zur Hauptsendezeit erstmals ausgestrahlt.

## Kritik
Von der Deutschen Akademie für Fernsehen wurde Ingrid Cuenca 2014 in der Kategorie „Besetzung“ zur Auszeichnung für besondere Leistungen nominiert.
Die Kritiker der Fernsehzeitschrift TV Spielfilm zeigten mit dem Daumen nach oben, vergaben für Humor, Anspruch und Spannung je einen von drei möglichen Punkten und zogen das Fazit: „Heiter-melancholisch, glänzend besetzt“.
Tilmann P. Gangloff gab dem Film 4½ von 6 möglichen Sternen und fasste zusammen: „Altwerden ist nichts für Feiglinge. ARD und ZDF entdecken ihre Zielgruppe: Immer öfter bietet der Lebensabend Stoff für leichte Filme mit ernstem Hintergrund. Die Seniorenkomödie ‚Die letzten Millionen‘ erzählt mit leichter Hand, einem wunderbaren Ensemble und großartigen Dialogen vom Lottogewinn einer Handvoll alter Menschen, deren Leben sich durch den unerwarteten Reichtum von Grund auf ändert – oder eben auch nicht.“ […] „Die besondere Klasse des Films resultier[e] nicht zuletzt aus der Beiläufigkeit, mit der Drehbuch und Regie ganze Biografien andeuten“ würden. Die Schauspieler seien „ausnahmslos herausragend“, befand Gangloff. „Der alte Casanova Conrad zum Beispiel“ sei „eine Paraderolle für Michael Gwisdek“. Zu „den vielen wunderbaren Einfällen dieses Films gehör[e] auch die Idee, Jerry Lee Lewis’ doppeldeutig zu verstehenden Rock’n’Roll-Hit ‚Great Balls of Fire‘ quasi zu Conrads Erkennungsmusik zu machen“.
Prisma bestätigte dem „Erfolgsregisseur Udo Witte“, dass er „die Geschichte mit hintersinnigem Witz, Gespür für komplexe Charakterzeichnungen und in einer gekonnten Balance aus Humor und Tragik inszeniert“ habe. „Neben dem klugen Drehbuch, gespickt mit pointierten Dialogen leb[e] der Film nicht zuletzt von einem großartigen Darstellerensemble“.